# Menemerus dimidius
Menemerus dimidius är en spindelart som först beskrevs av Schmidt 1976.  Menemerus dimidius ingår i släktet Menemerus och familjen hoppspindlar. Inga underarter finns listade i Catalogue of Life.